# 貝爾蒙德 (愛荷華州)
貝爾蒙德（英語：Belmond）是一個位於美國愛荷華州賴特縣的城市。

## 地理
貝爾蒙德的座標為42°50′50″N 93°36′44″W / 42.84722°N 93.61222°W，而該地的平均海拔高度為359米（即1178英尺）。

## 人口
根據2010年美國人口普查的數據，貝爾蒙德的面積為7.38平方千米，當中陸地面積為7.38平方千米，而水域面積為0.00平方千米。當地共有人口2376人，而人口密度為每平方千米321人。